# Kosmos 2223
Kosmos 2223, ruski vojni digitalni fotografski izviđački satelit, iz programa Kosmos. Vrste je Jantar-4KS1M (Neman br. 10L; KA tipa Terilen).
Lansiran je 9. prosinca 1992. godine u 11:25 s kozmodroma Bajkonura (Tjuratama) u Kazahstanu. Lansiran je u nisku orbitu oko planeta Zemlje raketom nosačem Sojuz-U 11A511U2, s razgonskim blokom DM2. Orbita mu je bila 239 km u perigeju i 289 km u apogeju. Orbitna inklinacija bila mu je 64,65°. Spacetrackov kataloški broj je 22260. COSPARova oznaka je 1992-087-A. Zemlju je obilazio u 89,78 minuta. Pri lansiranju bio je mase 6600 kg. 
Ispao je iz orbite 16. prosinca 1993. godine.

## Vanjske poveznice
- N2YO.com Search Satellite Database
- Celes Trak SATCAT Format Documentation (engl.)
- Kunstman  Arhivirana inačica izvorne stranice od 12. kolovoza 2019. (Wayback Machine) Satellites in Orbit (engl.)